# MTS Żory
Miejskie Towarzystwo Sportowe "Żory" – żeński klub piłki ręcznej z Żor, który powstał na gruncie zespołu grającego w ekstraklasie TS Pogoń 1922 Żory (tytuł Mistrza Polski juniorek w sezonie 2003/2004). Obecnie drużyna gra w I lidze oraz juniorkach. Juniorki w 2007 roku zdobyły tytuł Wicemistrza Polski. Trenerem drużyny od 1976 roku jest Mirosław Szczurek, wspierany przez Bartłomieja Dudę i Romana Kamińskiego.

## Historia
Klub piłki ręcznej kobiet TS Pogoń 1922 Żory powstał na bazie istniejącego w latach międzywojennych klubu piłki nożnej Pogoń Żory. Od 2005 roku klub został przemianowany i działa pod obecną nazwą MTS Żory.

## Sukcesy
2007 - II miejsce w Mistrzostwach Polski Juniorek Młodszych (Krapkowice)

2007 - II miejsca w Mistrzostwach Polski Juniorek (Jelenia Góra)

2006 - III miejsce w Mistrzostwach Polski Juniorek  (Ruda Śląska)

2005 - VI miejsce w Mistrzostwach Polski Juniorek (Kwidzyn)

2004 - I miejsce w Mistrzostwach Polski Juniorek (Żory)

## Zawodniczki
Obecny skład:
- Aleksandra Adamczewska (skrzydłowa)
- Izabela Lipko (rozgrywająca)

Juniorki młodsze
- Nicola Romanowska (skrzydłowa)
- Paulina Malaca (bramkarka)
- Dorota Wior (bramkarka)
- Aleksandra Barańska (skrzydłowa)
- Anna Grochowska (skrzydłowa)
- Alicja Rogala (skrzydłowa)
- Sandra Dorna (rozgrywająca)
- Katarzyna Przesdzink (środkowa)
- Daria Dylong (kołowa)
- Daria Justka (rozgrywająca)
- Anna Kochanek (kołowa)
- Sandra Fuhs (kołowa)
- Adrianna Morawiec (rozgrywająca)

Zawodniczki TS Pogoń 1922 Żory i MTS Żory – reprezentantki Polski seniorek:
- Joanna Obrusiewicz (Wodniak) – Interferie Zagłębie Lubin. Poprzednio: MKS Piotrcovia Piotrków Trybunalski, Montex Lublin, Buxtehude
- Lidia Kuzas (Saczuk) – Angouleme S.C. Poprzednio: AZS AWF Nata Gdańsk, Jelfa Jelenia Góra
- Anita Sikorska (Semeniuk) – Zgoda Ruda Śląska
- Aleksandra Jacek – Interferie Zagłębie Lubin
- Ewelina Przygodzka – SPR Lublin
- Klaudia Pielesz – Interferie Zagłębie Lubin
- Natalia Szyszkiewicz – Ruch Chorzów. Poprzednio: VIVE KIelce
- Mirela Kaczyńska (Leśniak) – Interferie Zagłębie Lubin. Poprzednio: MKS PR Jelenia Góra, Angouleme S.C.

Byłe zawodniczki TS Pogoń 1922 Żory i MTS Żory grające w innych klubach:
- Barbara Wojciechowska – Oldenburg HC
- Edyta Grudka – Ruch Chorzów
- Monika Skwirowska – Ruch Chorzów
- Natalia Postupalska – AZS AWF Katowice
- Anna Rauszer – AZS AWF Katowice
- Natalia Lanuszny – AZS AWF Katowice
- Żaneta Nieściur – Kasia Olkusz
- Anna Morawiec – AZS Politechnika Koszalińska
- Dorota Czekaj – AZS Politechnika Koszalińska
- Natalia Świderska – AZS AWF Warszawa
- Karolina Semeniuk – Interferie Zagłębie Lubin
- Sabina Ucherek, Karolina Ucherek, Zuzanna Rotter – niższe ligi niemieckie

## Trenerzy
- Roman Kamiński trenuje od 1971 roku. Na co dzień instruktor sportu Miejskiego Ośrodka Sportu i Rekreacji w Żorach.
- Mirosław Szczurek trenuje od 1976 roku, od lat 90. trener MTS Żory. Na co dzień nauczyciel wychowania fizycznego w gimnazjum oraz w liceum.
- Bartłomiej Duda od 2004 roku trener MTS Żory. Na co dzień nauczyciel wychowania fizycznego w gimnazjum.

## Siedziba
Żory, ul. Folwarecka 10 (Hala Widowiskowo-Sportowa)